# Domecia glabra
Domecia glabra is een krabbensoort uit de familie van de Domeciidae. De wetenschappelijke naam van de soort is voor het eerst geldig gepubliceerd in 1899 door Alcock.